# Zampogna
La zampogna è una tipologia di cornamusa in uso ancora oggi nell'Italia centrale e meridionale.
Ritenuta, nell'antichità classica, esito della trasformazione del flauto, o siringa, del dio Pan, in latino si chiamava "utriculus" e tra i suonatori dell'antichità si annovera l'imperatore romano Nerone.
Dal medioevo all'età moderna si diversificò in varie tipologie territoriali, tra cui la cornamusa scozzese e irlandese, a insufflazione (immissione d'aria in una cavità, un otre di pelle nel caso specifico) indiretta, la musetta francese e la piva. Le cornamuse hanno antiche origini: è probabile una sua discendenza dagli "auloi" greci, si conoscono due tipi diversi di zampogna: una con canne di melodia di diversa lunghezza ed un'altra con canne di uguale lunghezza collegate ad un otre di pelle. La sua funzione è quella di scandire i momenti salienti dell'anno agricolo, secondo l'arcaico calendario stagionale. Essa viene generalmente protetta dal malocchio con vari amuleti, quali nastri, fiocchi rossi e cornetti aventi un significato apotropaico. Il suo repertorio è costituito da tarantelle, pastorali ed accompagnamento al canto..
Il nome zampogna deriva dal latino symphōnĭa e dal greco συμϕωνία «accordo, concerto».

## Struttura
La zampogna è un aerofono a sacco dotato di 4-5 canne che vengono inserite in un ceppo dove viene legato l'otre. Solo 2 canne sono strumento di canto mentre le altre fanno da bordone (suonano una nota fissa). Le canne terminano con delle ance che possono essere singole o doppie, tradizionalmente realizzate in canna (recentemente anche in plastica).
La sacca di accumulo dell'aria (otre) è realizzata con una intera pelle di capra o di pecora (utricolo) (oggi anche da altri materiali o da una camera d'aria di gomma), nella quale il suonatore immette aria attraverso un insufflatore (cannetta o soffietto). L'aria mette in vibrazione le ance innestate sulle due canne melodiche, quella destra per la melodia, quella sinistra per l'accompagnamento, e sui bordoni detti basso e scantillo.
Le zampogne del Basso Lazio orientale, del Molise (Scapoli, Castelnuovo al Volturno e San Polo Matese), della Basilicata e, un tempo, della Sicilia usano ance doppie, mentre nella "surdulina" tipica di Basilicata e nord Calabria (soprattutto nei paesi di origine Arbereshe) e nella ciaramella del Catanzarese e la ciaramèddha di Reggio Calabria e, oggi, della Sicilia si usano le ance semplici (canne intere a sezione molto piccola).
Esiste una grande varietà nella lunghezza dei diversi tipi di zampogne.
Mentre nell'Italia meridionale l'unità di misura utilizzata per indicare la lunghezza della zampogna è il "palmo", nell'Italia centrale la misura (e quindi la tonalità) dello strumento viene indicata, in modo alquanto insolito, con il numero (ad es. 25) corrispondente alla lunghezza in centimetri del fuso della ciaramella corrispondente.

## Zampogna per regione

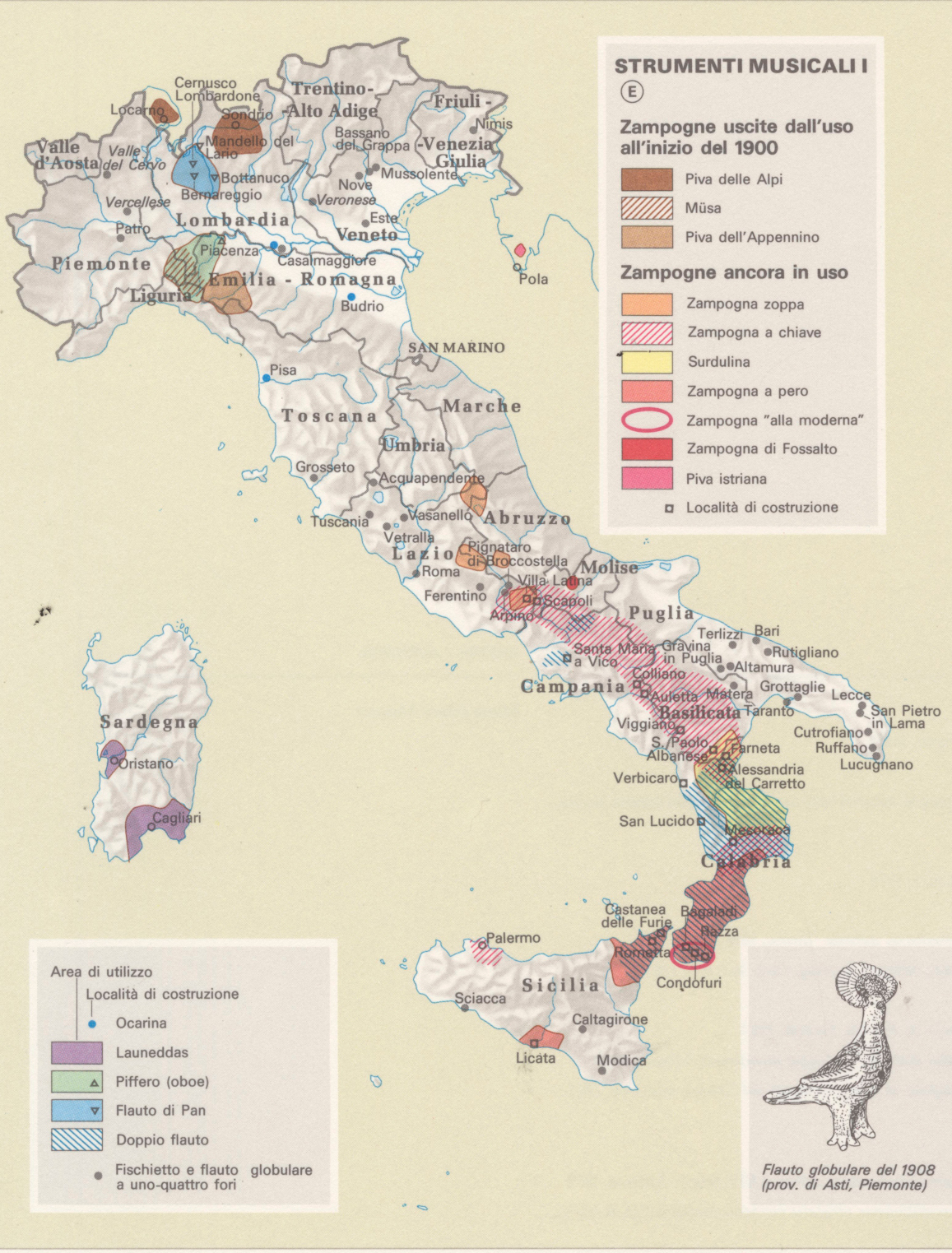
Localizzazione degli strumenti musicali tradizionali in Italia: zampogne uscite dall'uso agli inizi del Novecento (Atlante Tematico d'Italia, Touring Club Italiano, 1992).

### Zampogna in Abruzzo, Lazio e Molise
La zampogna a chiave e la zampogna zoppa sono zampogne con ancia doppia, hanno 4 canne, due bordoni senza fori, uno lungo e uno corto, e due canne di melodia, la dritta e la manca.
Nella suonata può essere accompagnata dalla ciaramella (che ha misure variabili da 21 a 32 centimetri).
- Zampogna a chiave molisana-laziale[5] (Molise, Lazio e Abruzzo): Le canne di melodia sono intonate a distanza di ottava.
- Zampogna zoppa molisana-laziale (Molise, Lazio e Abruzzo): si tratta di un modello con diversi tagli scalari. Ha due canne melodiche e due bordoni all'ottava intonati sul quinto grado della scala d'impianto. Ha la stessa diteggiatura della zampogna a chiave ma con diverso impianto organologico (realizzato con rapporti dimensionali sul fuso e sui fori digitali). Nella manca, invece, la canna è più corta rispetto a quella della zampogna a chiave. Può essere impiegata sia come funzione solista che come accompagnamento armonico alla voce e alla ciaramella.[6][7]
- Ciaramelle di Amatrice (Lazio): aerofono ad ancia doppia, con unica canna di bordone, viene impiegata insieme alla zampogna come funzione melodica. I repertori che includevano la ciaramella erano numerosi e complessi. Tuttavia oggi ne restano in modeste quantità. Esse hanno la precisa funzione rituale e spirituale (novene natalizie).[6][7]

Le zampogne ed i loro repertori sono ancora facilmente reperibili nel Centro-sud, in particolare nel Lazio Meridionale e più specificatamente nell'area che si estende dalla dorsale appenninica pontina dei Monti Lepini, Ausoni ed Aurunci fino alla Valle di Comino.

### Zampogna in Campania
In Campania viene nominata a: suoni, sampugne, zampogna, zamprogna o ciaramedde.
- Zampogna a chiave campano-lucana (Campania[8]): Zampogna a chiave di media grandezza con pelle di capra e pelo interno con due canne di canto e due bordoni tutti con ance doppie[9]. Le canne si chiamano destra o dritta o ritta, poi c'è la mancina o manca o chiave; il bordone maggiore si chiama trombo o contra e il bordone minore fischietto o moschetto o scandillo[9].

Le dimensioni delle zampogne vengono misurate nel Cilento in palmi (26,5 cm: ottava parte della 'canna', che è pari a 212 cm) mentre nel Sannio e nel casertano in centimetri. Viene suonata insieme alla Ciaramella.
- Zampognella: piccola zampogna per far apprendere i bambini[10].

| Tipo di zampogna | Tipo di ciaramella |
| ---------------- | ------------------ |
| 4 palmi          | 4 palmi            |
| 5 palmi          | 5 palmi            |
| 3 palmi          | 3 palmi            |
| 6 palmi          | 3 palmi            |
| 3 palmi e mezzo  | 3 palmi e mezzo    |
| 2 palmi e mezzo  | 2 palmi e mezzo    |

Fino al 1996 la presenza di zampognari era attestata a:
- Provincia di Salerno
  - Auletta
  - Buccino
  - Buonabitacolo
  - Caggiano
  - Cannalonga
  - Celle di Bulgheria
  - Colliano
  - Contursi Terme
  - Monte San Giacomo
  - Montesano sulla Marcellana
  - Palomonte
  - Polla
  - Ricigliano
  - Sala Consilina
  - San Giovanni a Piro
  - San Gregorio Magno
  - Sanza
  - Sassano
  - Senerchia
  - Sicignano degli Alburni
  - Teggiano
  - Trentinara
  - Valva
- Provincia di Caserta
  - Arienzo
  - Cervino
  - Lusciano
  - Maddaloni
  - Marcianise
  - Portico di Caserta
  - San Felice a Cancello
  - Santa Maria a vico
  - Trentola
- Provincia di Benevento
  - Arpaia
  - Baseline
  - Benevento
  - Bucciano
  - Durazzano
  - Lusciano
  - Pietrelcina
- Provincia di Avellino:
  - Monteforte Irpino

### Zampogna in Basilicata
In Basilicata la zampogna si chiama: zambugnë, zambognë, i suoni o i suoni a chiave mentre tra le comunità albanesi della regione: karramunxa, qavina e tercarolla. È uno strumento solista
- Zampogna a chiave campano-lucana è una zampogna ad ancia doppia composta da 4 canne tutte diseguali con otre in pelle di capra. Viene denominata a chiave poiché la canna "sinistra" ha un "coperchio" che copre la chiave di metallo con cui si chiude l'ultimo foro di forma conica della canna sinistra. La campana è di tipo semiaperto e con il suo scorrimento si può variare l'intonazione del bordone[11].

La canna destra si chiama destra o canto o maschio, la sinistra manca o mancina o femmina, il bordone maggiore trumm o trombo mentre il bordone minore shcandillë o fischio. La campana del bordone si chiama caziett o calza. Sulla zampogna sono presenti fori digitali (4 sulla canna sinistra 5 sulla canna destra) e di accordatura (nella campana e sul coperchio)
- Surdulina calabro-lucana (Calabria e Basilicata) è una zampogna ad ancia semplice diffusa nel Pollino; Meno diffusa di quella a chiave a causa di un suono percepito "arcaico". Ha due canne e due bordoni. La campana non ha l'incavo del padiglione. Ogni canna ha 4 fori digitali, la canna destra ha anche un foro di intonazione. È l'unica zampogna italiana ha poter suonare staccate e pause a causa della zeppatura della canna sinistra. Ha la stessa nomenclatura della zampogna a chiave[12].
- Zampogna a chiave Modello 25 (Caserta)

### Zampogna in Puglia
- Zampogna di Panni (Fg)

### Zampogna in Calabria
La zampogna detta anche in dialetto calabrese ciarameddha o ciarammeddhra o ciaramija viene usata per suonare motivi pastorali, sonate a ballu, fanfarre o canti ad aria.
Si declina in 5 versioni principali e diverse sottovarianti nell'area calabrese:
- Zampogna a paru
  - piccola
  - grande
- Zampogna a chiave
  - Romana (Sol+)
  - Menzetta (Fa+)
  - Sedici (Re+)
  - Diciotto (Sol+ grave)
- Zampogna a moderna
- Surdulina
- Karramunxat[14]
- Zampogna a chiave calabro-lucana

I modelli scalari per la zampogna sono due: uno per la versione surdulina / a paro e uno per la zampogna a chiave e moderna.

#### Zampogna a paru
- Zampogna a paru (o come viene definita nella provincia di Reggio Calabria: tipo antico o come nelle Serre: terzalora) è diffusa nella Provincia di Reggio Calabria, Catanzaro e Vibo Valentia[15].[16][17] e in quella di Messina.

Né esistono due modelli: piccola o gridazzara e grande o stifetta.
È di medio-grandi dimensioni con ance semplici con taglio verso l'alto è diffusa al sud, con ance doppie nell'area settentrionale o miste nell'area centrale.
Le canne sono o 4 o 5 di forma cilindro conica e padiglione a campana eccetto una. La quinta canna o zumbeco, ove presente fa da bordone maggiore ed ha una lunghezza pari a quella delle canne melodiche.

#### Zampogna a chiave delle Serre
La zampogna a chiave delle Serre prende il nome dalla chiave metallica presente nella canna melodica denominata sinistra.
Originaria dell'area delle Serre calabresi, nata nell'Ottocento e diffusa nella Provincia di Vibo Valentia, in gran parte della Provincia di Catanzaro, nella parte settentrionale della Provincia di Reggio Calabria e in una piccola area intorno a Rogliano in Provincia di Cosenza. È presente in diversi modelli i cui nomi e caratteristiche possono variare dalla zona di costruzione; le principali sono: le zampogne a chiave di tipo romani, di tipo menzetti o mezza chiave (numero 9) e a chiavi sana (numero 12)). I diversi modelli sono da usare in abbinamento al tipo di ciaramella, rispettivamente: quartina, normale e a chiave sana.
| località             | Modello                            | Numero |
| -------------------- | ---------------------------------- | ------ |
| Serra San Bruno (VV) | romane                             | 6      |
| Serra San Bruno (VV) | mezzette o mezza chiave            | 9      |
| Serra San Bruno (VV) | a chiavi sana                      | 12     |
| Guardavalle (CZ)     | mezzette                           | 14     |
| Guardavalle (CZ)     | supermezzette                      | 16     |
| Olivadi (CZ)         | romane                             | ?      |
| Olivadi (CZ)         | mezzette                           | ?      |
| Mesoraca (KR)        | mezza chiave o mezze cornette      | ?      |
| Mesoraca (KR)        | 3/4 di cornette                    | ?      |
| Mesoraca (KR)        | chiavi' nteri o cornette           | 15-16  |
| Serra San Bruno (VV) | nome? (Modello estinto)            | 18     |
| Parghelia (VV)       | romane, menzette, sedici, diciotto |        |

La zampogna a chiave ha 5 canne di cui 4 con cameratura conica e padiglione a campana mentre una, corrispondente al bordone maggiore ha cameratura cilindrica.
I nomi della canne sono: destra, manca che viene chiusa con una chiave metallica, la più piccola cardìu (in italiano: cardellino), terza o masculu ed infine trumbuni per le note basse e per dare la tonica della scala. Possiede una chiave per poter raggiungere una nota che col dito non riuscirebbe a raggiungere.

#### Zampogna a moderna
La zampogna "a moderna" diffusa nell'area dell'Aspromonte greco. Ha medie dimensioni con un'ancia semplice con taglio dal basso verso l'alto e con 5 canne. La canna a destra viene denominata piccola o primetta
La canna melodica a sinistra detta anche la prima o la grande è la canna più lunga dello strumento. Secondo Leydi, questo tipo di zampogna corrisponde ad una zampogna a paro in cui la canna melodica sinistra è sostituita da una canna più lunga. Secondo Ahrens però essendoci prove dell'uso di questo tipo di zampogna sin dall'inizio del XX secolo non si può essere sicuri sulla collocazione storica musica della "moderna" in relazione a quella "a paru" e "a chiave".
Il bordone maggiore è lo zumbeco, il bordone medio è la quarta ed infine il bordone minore è il: cardillo.

#### Surdulina
- Surdulina[21] diffusa nelle province di Catanzaro, Cosenza e Crotone e caratteristica in particolare delle comunità albanesi.

È di dimensioni medio-piccole con 4 canne (raramente 5 o 6) con ance semplici con taglio dall'alto verso il basso. Le due canne melodiche (destra e manca o due mamme o cornette) sono di forma cilindrica, hanno 4 fori e sono lunghe uguali.
Ci sono poi due bordoni: maggiore (trombone, trummuni, bufi o scuordo) e minore (terzino, fischietto, frischiettu, scandrigli)
Le surduline in Calabria, secondo gli studi di Vincenzo La Vena sono di 4 tipi:
- Surdulina I
- Surdulina II
- Stifetta
- Conflentana (zampogna di Conflenti) o zampogna nostrale o zampogna della presila catanzarese: diffusa nell'area del Reventino e della pre-Sila catanzarese.

#### Altre
- Karramunxat, è il nome della zampogna nei paesi Arbereshe in particolare della Provincia di Cosenza ma anche nella provincia di Catanzaro[14] è la più piccola dell'Italia centro-meridionale. Si usa da accompagnamento nel tamburello nella tarantella e da solista nella pastorale[14]. É composta da 4 canne di forma cilindrica, di cui due melodiche e quella di accompagnamento zeppata nella sua parte terminale. L'ancia è semplice. Esistono di due misure: la prima Karramunxat con un bordone maggiore più piccolo (bufi) di 17 cm , il bordone minore (scandrigli) di 7cm, mentre la canna melodica destra (aio mepessi) di 15cm con 4 fori digitali più 1 per l'intonazione, la canna melodica di sinistra zeppata (aio mecatir) di 15cm con 4 fori digitali[14]. La seconda ha un bordone maggiore da 50cm, le canne melodiche (mamme) sono lunghe uguali 38cm con quella sinistra (manca) zeppata con 4 fori digitali e quella di destra con 6 fori digitali di cui 2 per l'intonazione, il bordone minore (terzino o fischietto) è di 23 cm[14].

- Zampogna a chiave calabro-lucana diffusa in tutta l'area del Pollino, in origine era uno strumento solista, oggi con le innovazioni dello zampognaro Lanza e i più frequenti contatti con altre aree della Calabria viene suonata anche con la ciaramella[23][24].

Inoltre vi sono altre tipologie di zampogne meno diffuse: la stifette e le cornette nell'area di Mesoraca, in Provincia di Crotone e i terzaroli nell'area di diffusione della zampogna a chiave delle Serre.

### Zampogna in Sicilia
- Zampogna a chiave di Monreale (Palermo)
- Zampogna a paro siciliana:

- chiamata semplicemente "ciaramedda", oggi la pratica si sta ripristinando in molte località dell'isola, dopo un periodo di crisi dello strumento che portò al delineamento di due grandi oasi: il Valdemone (province di Messina e di Catania, con propaggini fino alle Madonie e alla provincia di Enna) e la provincia di Agrigento (con propaggini che arrivavano fino alla provincia di Caltanissetta) , due macro aree in cui si svilupparono i principali stili di costruzione (girgintanu, muntalbanisi, raccujotu, bacciallunisi, missinisi). Le zampogne a paro siciliane si caratterizzano per una cameratura interna conica o tronco-conica dei chanter e del bordone medio, il che permette di suonare tranquillamente sia con ance doppie (pipiti) che con ance semplici (sampugni, zammari). A partire dalla seconda metà del sec. XX° si è stabilizzato l'uso dell'ancia semplice, quasi come tratto distintivo del decadimento dello strumento e delle competenze implicate. L'uso dell'ancia doppia, tipico soprattutto dell'area messinese (area peloritana), negli ultimi anni è stato, in casi isolati e marginali, recuperato e riportato in vita. L'ancia doppia delle zampogne a paro siciliane si distingue da quelle realizzate nel resto dell'Italia centro-meridionale per il fatto di essere molto strette e lunghe e di utilizzare dei cunei di canna, posti ad interfaccia delle lamelle all'interno della legatura, al fine di calibrare la durezza delle lamelle, facendo sì che le canne dello strumento partino una alla volta con l'aumento della pressione dell'aria.

## Costruzione

### Basilicata
La costruzione della zampogna avviene secondo metodi altamente artigianali, ed ogni laboratorio ha le sue particolari misure che generano zampogne uniche.
Per costruire una zampogna a chiave viene usato legno stagionato due anni d'acero, ciliegio, bosso, ulivo, pero selvatico, cipresso, sorbo e arancio preso dal tronco dell'albero.
Il legno viene poi tagliato longitudinalmente in 4 parti della lunghezza desiderata e lavorato al tornio. Con una punta di trapano vengono applicati i fori cilindrici e fori conici, con alesatoi si creano invece i padiglioni interni delle campane.
Infine con olio e cera viene levigato e lucidato il risultato finale.
Per le ance si usano invece canne stagionate, la cui lunghezza determina l'accordatura e che si levigano o a "fronna d'olio" o a unghia.
L'otre è fatto in pelle di capra conciata con sale o solfato di rame, ed il pelo corto deve rimanere all'interno; nel collo si inserisce la zampogna. Per legare alcune parti si usa spagno inzuppato di cera d'api.

### Calabria
Il legno usato maggiormente in Calabria è l'Erica arborea (in dialetto calabrese: bruvera) per i fusi delle canne, mentre per le campane si usano il Gelso, il melo, l'albicocco, il mandorlo e altri alberi da frutto. La costruzione tradizionale avviene tramite tornio a balestra, dotato di un meccanismo a pedale. Come decorazioni si usano i corni di bue, torniti intorno alle varie canne della zampogna. Mentre per quanto riguarda le ance si prediligono quelle doppie, tradizionalmente in canna, ma col passare del tempo c'è un maggiore uso della plastica.

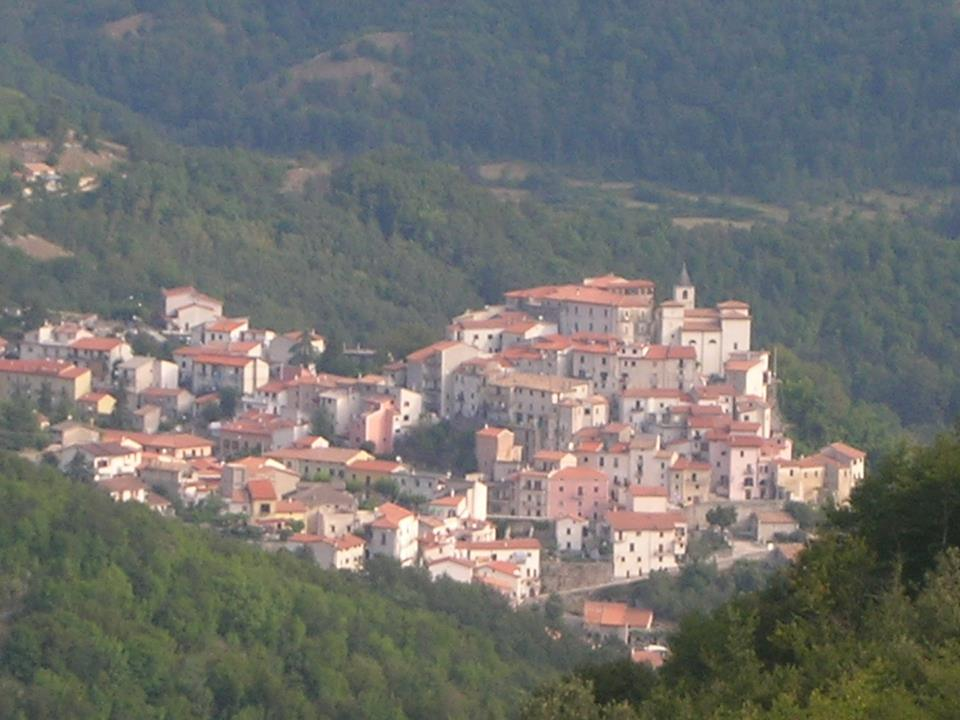
Acquafondata, nel Basso lazio definita "il Borgo della zampogna"

## Eventi
Numerosi gli eventi ed i festival dedicati a questo strumento, tra questi ricordiamo:
- La rassegna internazionale "Zampogna d'Oro" di Erice, nel trapanese, svoltasi nel mese di dicembre tra il 1965 e il 1999. Dopo 15 anni la rassegna di musiche e strumenti popolari è tornata sotto la denominazione di "Zampogne dal Mondo" e si svolge tuttora nel periodo natalizio, sempre nell'incantevole borgo ericino.
- Il Festival Internazionale della Zampogna di Scapoli (IS), in Molise, che si tiene dal 1976 ogni ultimo fine settimana di luglio.
- Il Festival Internazionale di Acquafondata (FR), che si svolge dal 1961 nel mese di agosto.
- Il Festival della Zampogna di Maranola (LT) a gennaio.
- "Suanu 'e Canna" che si svolge a Sant'Andrea Apostolo dello Ionio (CZ) dal 2011 al 2012.

## Galleria d'immagini

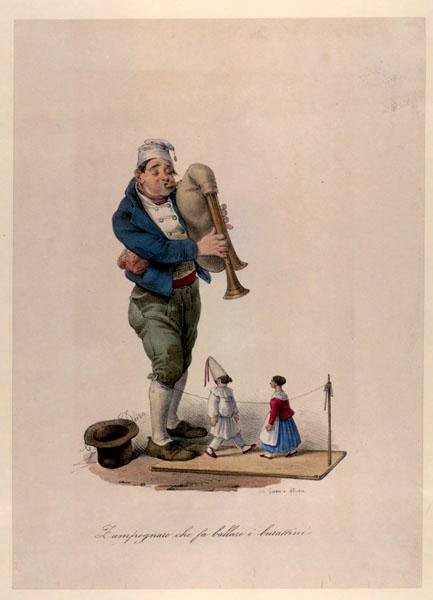
Gatti et Dura (1840), Le joueur de zampogna qui fait danser des marionnettes
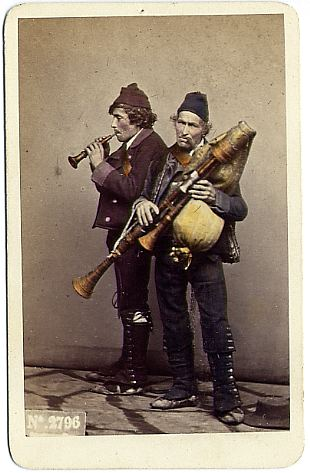
Giorgio Sommer (1834-1914), Zampognari, fotografia
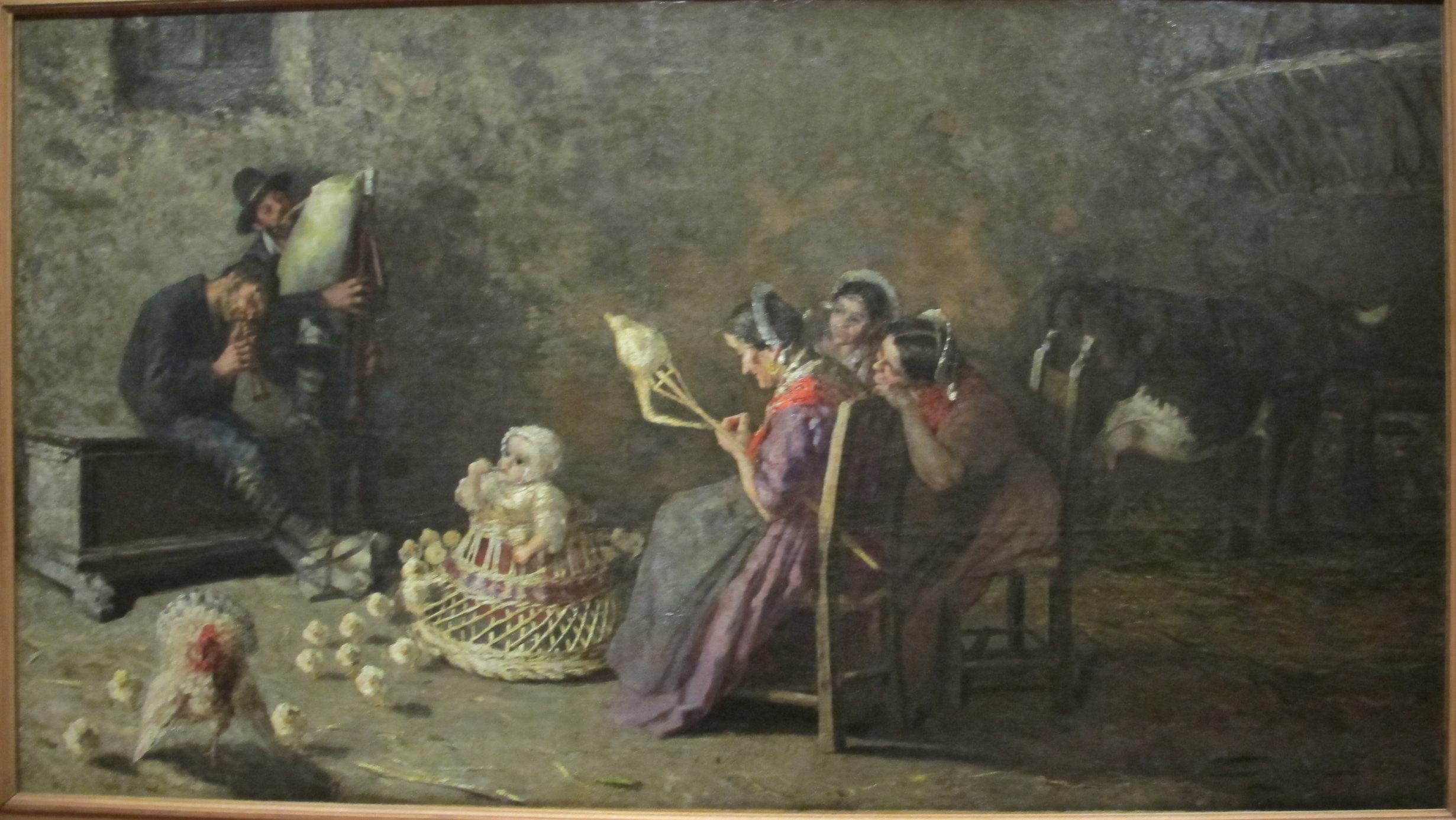
Giovanni Segantini (vers 1883), Zampognari di Brianza
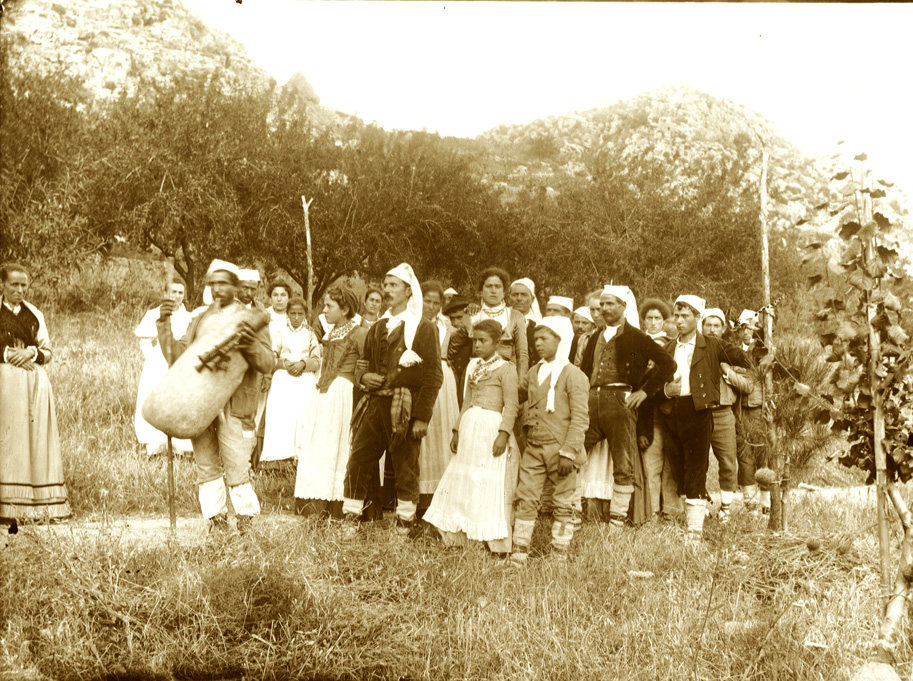
Wilhelm von Gloeden (1856-1931), fotografia di un gruppo di persone in costume siciliano e un ciaramiddaru
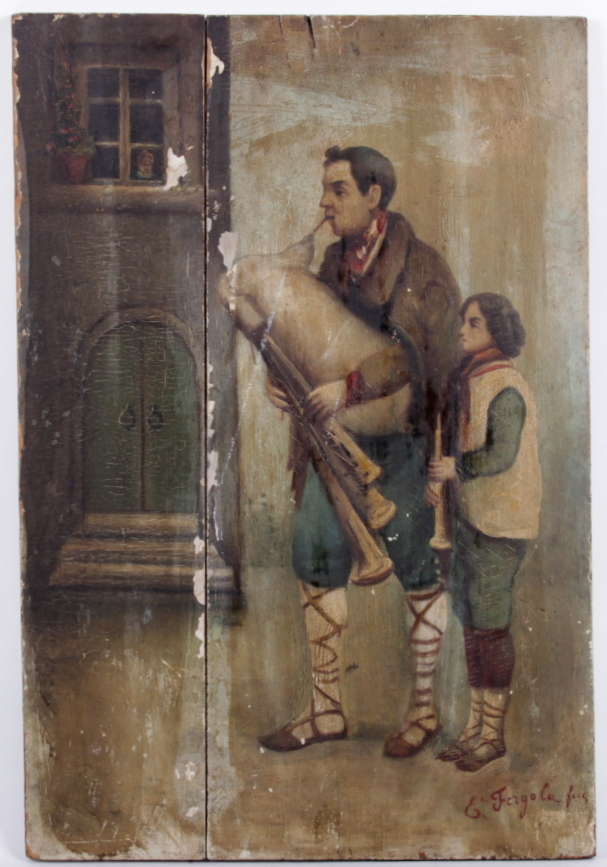
E. Fergola (XIXème siècle), Joueurs de zampogna et de cialamella
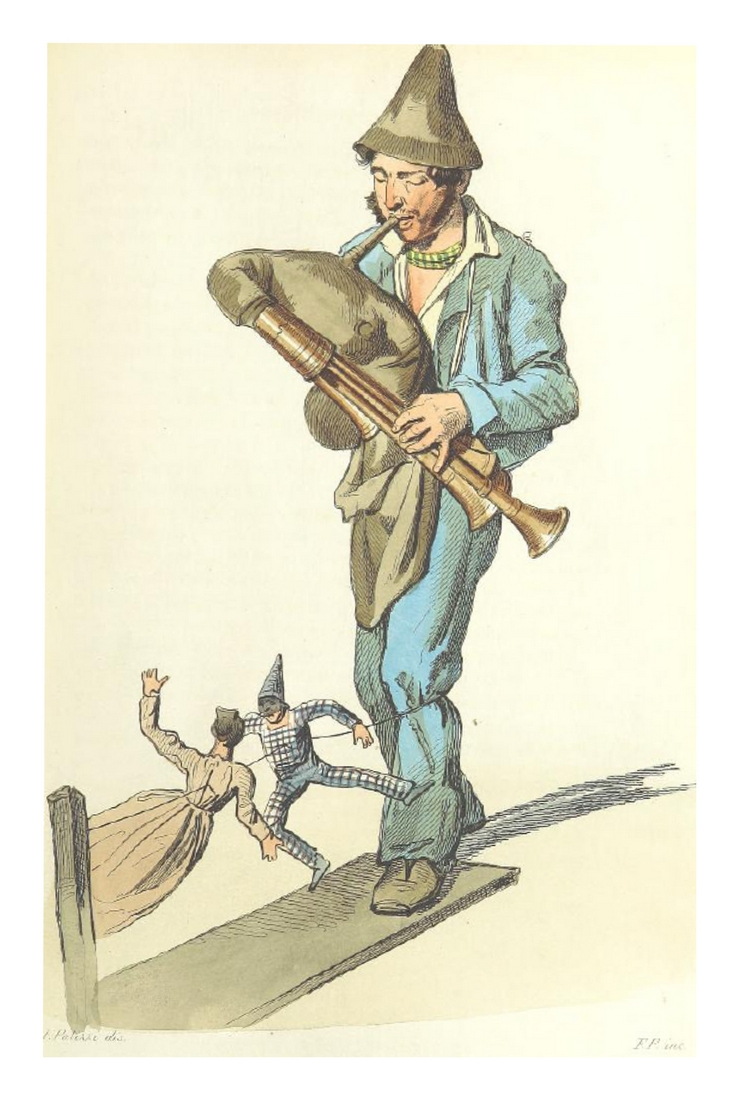
Francesco de Bourcard (1853), Il zampognaro co' pupi